# Greiz (stad)
Greiz is een stad in de Duitse deelstaat Thüringen, behorend tot het gelijknamige Landkreis, waarvan het de hoofdstad is. De gemeente telt 20.108 inwoners.
Greiz ligt in het Thüringer Vogtland aan de Witte Elster, even voorbij de monding van de Göltzsch. De stad is lange tijd geregeerd geweest door de vorsten van het huis Reuss, die er hun residentie hadden.

## Geschiedenis
Greiz werd voor het eerst genoemd in 1209, toen het als Groytz voorkwam in een schenkingsoorkonde van de voogden van Weida aan het klooster Mildenfurth. In 1306 vestigde voogd Hendrik II Reuss van Plauen zich in Greiz, waarmee de linie Reuss-Greiz begon. In 1359 heette Greiz voor het eerst stat. In 1564 werd Greiz verdeeld in Obergreiz en Untergreiz: sindsdien heeft Greiz twee residentiële kastelen. De deling van Greiz zou, met een onderbreking tussen 1616 en 1625, tot 1768 voortduren.
In 1768 verenigden Obergreiz en Untergreiz zich tot het graafschap Reuss oudere linie, dat in 1778 een vorstendom werd. Inmiddels had vorst Hendrik XI een zomerpaleis laten bouwen en het vorstelijke park laten aanleggen.
In 1802 verwoestte een stadsbrand vrijwel de gehele stad. In de 19de eeuw kregen de al veel langer bestaande textielnijverheid en papierfabricage in Greiz een industrieel karakter. In 1856 werd Greiz aangesloten op het spoorwegnet.
Het vorstendom Reuss oudere linie hield in 1918 op te bestaan. In 1920 ging de kortstondige Volksstaat Reuss, waarvan niet Greiz, maar Gera de hoofdstad was, op in Thüringen, als onderdeel van de Weimarrepubliek.
Ten tijde van de DDR bleef de textielindustrie belangrijk voor Greiz. Na de Wende is deze nagenoeg verdwenen.

## Verkeer
Greiz heeft een station aan de Elstertalbahn, de spoorlijn tussen Gera en Plauen door het dal van de Elster, die wordt bereden door treinen van de Vogtlandbahn. Tot 1989 bestond er tevens een treinverbinding met Neumark in Saksen, die een langere geschiedenis had: de spoorweggeschiedenis van Greiz begon in 1865 met de aanleg van deze verbinding (aanvankelijk vanaf Aubachtal) door de Greiz-Brunner Eisenbahn-Gesellschaft.
Het plaatselijke busvervoer in Greiz wordt verzorgd door de Personen- und Reiseverkehrs GmbH Greiz (PRG). Tussen 1945 en 1969 reden er in Greiz trolleybussen.

## Media
De Ostthüringer Zeitung uit Gera geeft een lokale editie voor Greiz uit.

## Partnersteden
- Saint-Quentin (Frankrijk)
- Rokycany (Tsjechië)
- Rosenheim (Duitsland, sinds 1991)
- Bad Homburg (Duitsland)

## Geboren in Greiz
- Hendrik XXIV (1878-1927), laatste vorst van Reuss oudere linie
- Hermine Reuß oudere linie (1887-1947), zus van Hendrik XXIV en tweede echtgenote van Keizer Wilhelm II
- Oskar Sala (1910-2002), componist
- Ulf Merbold (1941), ruimtevaarder
- Konrad Weise (1951), voetballer